# Metadromius myrmidon
Metadromius myrmidon é uma espécie de insetos coleópteros pertencente à família Carabidae.
A autoridade científica da espécie é Fairmaire, tendo sido descrita no ano de 1859.
Trata-se de uma espécie presente no território português.